# Abogado

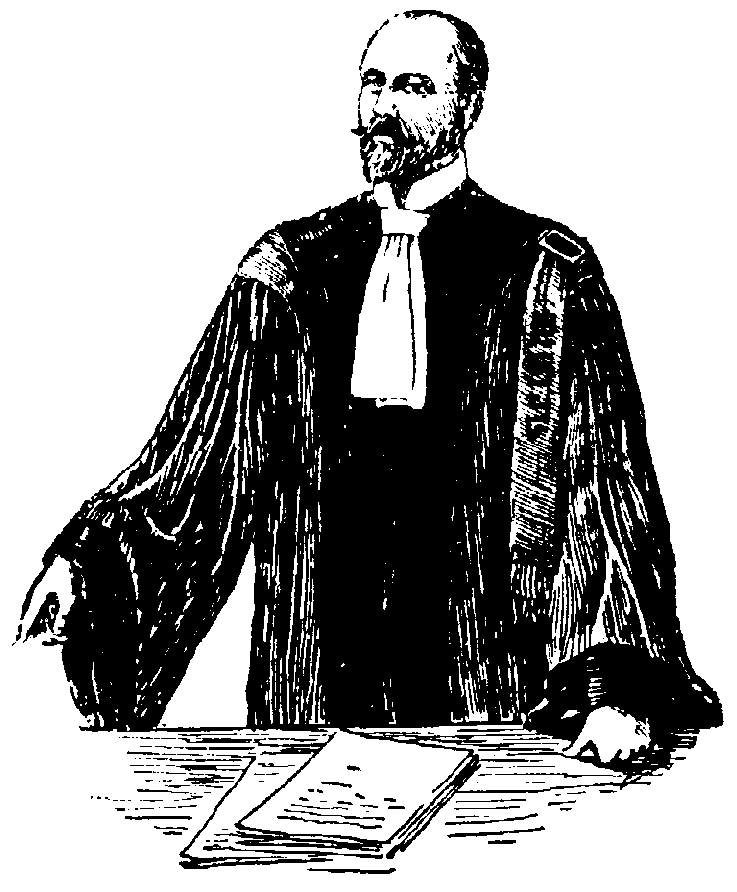
Retrato de un abogado francés a principios del. Obsérvese el uso de la toga; existen estrictas normas de vestimenta cuando el abogado comparece ante los Tribunales.

Un abogado o letrado es un jurista profesional que cuenta con una autorización estatal para ejercer o practicar el derecho. Un abogado ofrece asesoramiento y consejo jurídico, utilizando sus conocimientos para dirigir la defensa técnico-jurídica de una parte en toda clase de procesos y conflictos.
La profesión del abogado tiene su origen en los oradores de Grecia y Roma. Gradualmente, el enfoque de la profesión fue cambiando gradualmente de la retórica al derecho. Históricamente, la mayoría de abogados europeos gozaban del título «Doctor» o «Maestro»; hoy en día, se evita por lo general el uso de títulos honoríficos salvo en actos formales. La mayoría de países exigen estudios universitarios en Derecho y estar formalmente incorporado a un colegio de abogados. La abogacía es una profesión libre e independiente: ni los poderes públicos ni los particulares puedan presionar al abogado, que a su vez tiene la obligación de defender su libertad e independencia frente a estas presiones. La confianza que el cliente deposita en el abogado también le obliga a guardar discreción y secreto profesional de las informaciones que obtenga.
La amplia formación de los abogados les da una ventaja estructural en el acceso a la política, la diplomacia y la función pública. Para perfeccionar el ejercicio la profesión, los abogados se forman en otras disciplinas como retórica, lógica, oratoria, economía, psicología, historia, filosofía, política, ciencias forenses, literatura, antropología, sociología y otras materias. Además, tienen la obligación de guardar las normas del colegio o corporación a la que estén incorporados, incluidos los principios éticos que rigen la profesión. Pueden orientarse hacia un perfil privado, como asesores y representantes de personas físicas y jurídicas, o bien hacia un perfil público, ligado al gobierno y la administración pública.

## Terminología
Genéricamente se puede definir el término abogado o abogada como: «persona con título de grado conforme a la legislación de cada país, que ejerce el Derecho, en asistencia de terceras personas, siendo un colaborador activo e indispensable en la administración de la Justicia de un país».
Se denomina también «Doctor» o «Doctora» (en todos los países de Sudamérica, como Argentina, Brasil, Bolivia, Colombia, Ecuador, Paraguay, Perú, Uruguay, Venezuela) a esta persona profesional, aun cuando no haya obtenido el doctorado y por lo tanto no posea título de doctor. Tal denominación proviene de la circunstancia que anteriormente el doctorado era una exigencia ineludible para el ejercicio de la abogacía. Lo mismo ocurre con el juez o el agente fiscal quienes son denominados «doctor» cuando muchos carecen de dicho grado académico.

## Responsabilidades
En la mayoría de los países, en particular los países de derecho civil, ha habido una tradición de dar muchas tareas legales a una variedad de notarios, empleados y escribanos de derecho civil. Estos países no tienen «abogados» o «abogadas» en el sentido estricto de la palabra, en la medida en que ese término se refiere a un solo tipo de proveedor de servicios legales de propósito general; más bien, sus profesiones jurídicas consisten en un gran número de diferentes tipos de personas capacitadas en derecho, conocidas como juristas, algunas de las cuales son abogados con licencia para ejercer en los tribunales. Es difícil formular generalizaciones precisas que abarquen todos los países con múltiples profesiones jurídicas, porque cada país ha tenido tradicionalmente su propio método peculiar de dividir el trabajo jurídico entre todos sus diferentes tipos de profesionales del derecho.
En particular, Inglaterra, la madre de las jurisdicciones de derecho consuetudinario, surgió de la Edad Media con una complejidad similar en sus profesiones jurídicas, pero luego evolucionó en el siglo XIX a una única división entre abogados y abogados. Se desarrolló una división equivalente entre abogados y procuradores en algunos países de derecho civil; estos dos tipos no siempre monopolizaron la práctica del derecho, ya que coexistieron con los notarios de derecho civil.
Varios países que originalmente tenían dos o más profesiones legales desde entonces fusionaron o unieron sus profesiones en un solo tipo de abogado. La mayoría de los países en esta categoría son países de derecho común. En países con profesiones fusionadas, a un abogado generalmente se le permite llevar a cabo todas o casi todas las responsabilidades enumeradas a continuación.
- Argumento oral en los tribunales
- Investigación y redacción de documentos judiciales
- Abogacía (escrita y oral) en audiencias administrativas
- Aviso legal
- Protección de la propiedad intelectual
- Negociación y redacción de contratos
- Traspasos
- Llevar a cabo la intención del difunto
- Enjuiciamiento y defensa de presuntos delincuentes

## Historia

### Antigua Grecia
Había también oradores o abogados en Grecia que se dedicaban a componer alegatos para los que tenían necesidad de toda la comunidad, aunque esta práctica era contraria a la disposición de las leyes, que mandaban se defendiesen las partes a sí mismas sin emplear socorros extraños. Cuando Sócrates fue llamado ante los jueces para dar cuenta de sus opiniones sobre la religión, Lisias, célebre y elegante parlante ateniense le llevó un alegato que había trabajado con el mayor esmero para persuadir a la comunidad jueces; pero Sócrates, después de reconocer y celebrar su mérito, no quiso valerse de él, diciendo que aquello era poco correspondiente al carácter y fortaleza que debía manifestar la comunidad filósofa.
En el Areopago hubo un tiempo en que no se permitió que asistiesen comunidad legal: el reo o las partes exponían sencillamente y sin floreos su acción.
El emperador León, en una ley publicada el año 468, mandó que en ningún tribunal pudiese ser abogado el que no fuese católico.

### Antigua Roma
Una ley promulgada en 204 a. C. prohibió a los defensores romanos cobrar honorarios, pero la ley fue ampliamente ignorada. La prohibición de honorarios fue abolida por el emperador Claudio, quien legalizó la abogacía como profesión y permitió que los defensores romanos se convirtieran en los primeros abogados que podían practicar abiertamente, pero también impuso un tope de honorarios de 10,000 sestercios.Aparentemente, esto no era mucho dinero; Las Sátiras de Juvenal se quejaron de que no había dinero trabajando como abogado.
En los primeros tiempos de la República romana no había más que un solo abogado para defender una causa, así como uno solo era el que acusaba; pero después se siguieron con más aparato y su número regularmente era el de cuatro por cada parte. Asconius observa que antes de la causa de Scaurus no había visto que ningún acusado hubiese tenido más de cuatro abogados; y que este fue el primero que tuvo hasta seis; que fueron Cicerón, Quinto Hortensio, P. Clodio, M. Marcelo, M. Calidio y M. Mesalo Níger. Añade también que este número se aumentó mucho después de las guerras civiles, hasta el exceso de tener una persona doce abogados para defender una sola causa. Dicho abuso parece que se cortó un tanto con la publicación de la ley Julia que señalaba solo tres abogados al acusado en las causas de mayor importancia.
Calpurnia, según otros Calfurnia, casada con César, fue causa de que se prohibiese ya antiguamente el que las mujeres pudiesen presentarse en el foro a ejercer la abogacía. Esta mujer de genio travieso habiendo perdido una causa que ella defendía, se irritó de tal manera contra los jueces que se levantó los vestidos en medio del tribunal e hizo una acción impúdica en desprecio de los jueces. Otros dicen que lo que obligó a privar que las mujeres pudiesen dedicarse a la jurisprudencia fue los grandes gritos que daba aquella mujer sabia pero desvergonzada, con los que aturdía a los jueces.

## Ejercicio profesional
El abogado es una persona profesional cuyo objetivo fundamental es colaborar en la defensa de la Justicia.
Cuenta con una sólida formación teórica y suficiencia práctica, supervisada por los Colegios y el Estado.
Interviene en la resolución de conflictos judiciales y extrajudiciales, la función pública, la magistratura, la enseñanza y la investigación. Se encargan de defender los intereses de una de las partes en litigio. Al ser el abogado un profesional específicamente preparado y especializado en cuestiones jurídicas, es la única persona profesional que puede ofrecer un enfoque adecuado del problema legal que tiene la ciudadanía o 'justiciable'.
Debe destacarse que además de su intervención en el juicio, una función básica y principal del abogado es la preventiva. Con su asesoramiento y una correcta redacción de los contratos y documentos, pueden evitarse conflictos sociales, de forma que el abogado, más que para los pleitos o juicios, sirve para no llegar a ellos con su mediación extrajudicial. Tanto es así que en la mayoría de los procedimientos judiciales es obligatorio comparecer ante los tribunales asistido o defendido por un abogado en calidad de director jurídico, es decir, todo escrito o presentación judicial debe ir firmada por el cliente (o su representante legal, el procurador) y por su abogado, lo cual le garantiza un debido ejercicio del derecho a la defensa durante el proceso.
Un abogado suele tener poderes de su defendido o cliente mediante autorización en instrumento público, u otorgado apud acta, es decir, por comparecencia en el juzgado o tribunal, de manera que pueda dirigirlo en juicio, o representarlo en actuaciones legales o administrativas que no requieran de procurador de los Tribunales, representando así al interesado, y no solo dirigiendo su defensa.
La actuación profesional del abogado se basa en los principios de libertad e independencia.
Los principios de confianza y de buena fe presiden de las relaciones entre el cliente y su abogado, que está sujeto al secreto profesional. El abogado se debe a su cliente, en primer lugar, y debe litigar de manera consciente respecto a la responsabilidad social en la que se halla, con un actuar crítico y equilibrado al servicio de la paz social, en la que colabora con los juzgados y tribunales dentro del sistema judicial de cada país.
Un despacho de abogados que se precie no debe limitarse a la atención profesional de quien requiera nuestros servicios sino que también debe atender este trabajo teniendo en cuenta las circunstancias económicas de la persona que recabe la atención.
A través de los Colegios de abogados u organismos pertinentes, dependiendo del país, existen servicios de asistencia jurídica gratuita para los ciudadanos que carecen de medios económicos para pagar los honorarios de un abogado. Son los llamados abogados de oficio, que asesoran desde Colegios de abogados o directamente desde el Estado.
Las especialidades más importantes en el ejercicio de la abogacía son: Derecho civil, penal, comercial, laboral, tributario, constitucional, administrativo, intelectual y ambiental, aunque no suelen tener su correspondencia con formaciones académicas específicas, sino con la experiencia, dedicación y mayor conocimiento de ese tipo de caso por cada abogado.

## Formas de organización
Tradicionalmente, los abogados ejercieron su profesión solos o en pequeños grupos. Fue en Estados Unidos de América a finales del siglo XIX cuando comenzaron a reunirse grupos mayores, tendencia que pasaría rápidamente a Europa y luego al resto de los países con un desarrollo relevante de la profesión. Como un caso muy especial puede citarse Francia, donde aún hoy en día, con algunas contadas excepciones, siguen trabajando solos o en pequeños grupos.
[cita requerida]
Generalizando, podría decirse que las formas de organización que los abogados se han dado son básicamente tres. En primer lugar, y por lejos la forma más usada, son los abogados que ejercen solos o en pequeños grupos. En segundo, aun cuando es una fórmula que se bate en retirada, están las comunidades de techo, donde básicamente los abogados comparten la propiedad de un inmueble o contribuyen comunitariamente a los gastos generales, y cada uno lleva sus propios clientes. [cita requerida]
En tercer lugar, independientemente de la estructura societaria elegida, están los estudios de abogados o estudios jurídicos, en los que generalmente se concentra la mayor parte del trabajo complejo y relevante que se realiza en un país para empresas, gobierno o personas.
Desde otra perspectiva, podemos decir que los despachos de abogados se clasifican en pequeños, medianos y grandes. Aun cuando esta nomenclatura tendrá un uso diferente en cada país, generalmente es aceptado que un despacho pequeño tiene hasta 50 abogados, y que un estudio es grande cuando alcanza al menos los 100 abogados. Los estudios de abogados se califican a sí mismos como generalistas y especialistas, o como “one stop shop” y “boutiques”, para usar un lenguaje más contemporáneo.[cita requerida]
Si bien es cierto que en general puede observarse que el tamaño de los estudios de abogados depende del tamaño de la población y de la economía de un país, existen excelentes ejemplos de que ello no es una regla cerrada; tal es el caso de Nueva Zelanda y de Irlanda, donde se encuentran varios estudios con más de 200 abogados, tratándose de poblaciones cercanas a los cuatro millones de habitantes.
El técnico jurídico es aquella persona que, sin tener licencia para ejercer derecho como abogado, le brinda asistencia a estos en sus obligaciones profesionales del día a día. Los técnicos jurídicos (o paralegals en inglés) son comunes en Norteamérica (Estados Unidos incluso otorga certificación separada para este oficio), pero no en el resto del mundo, especialmente en el Derecho continental. Bajo el Derecho anglosajón (o Common law) de Estados Unidos, los técnicos jurídicos deben trabajar bajo la supervisión de un abogado, pero las condiciones laborales varían entre los distintos estados.
Los estudios de abogados más grandes en la actualidad bordean los 4000 abogados, siendo verdaderas empresas transnacionales. La mayor parte de los mega estudios (1000 o más abogados) tienen su origen en Estados Unidos o en el Reino Unido.